# Добруджански централен вътрешен революционен комитет
Добруджанският централен вътрешен революционен комитет (ДЦВРК) е създаден от комунисти през пролетта на 1919 г. във Варна.
Целта на комитета е да се подготви въстание в Добруджа, което да се подпомогне навлизането на Червената армия в Бесарабия, а впоследствие и да се създаде Добруджанска съветска социалистическа република.
Членовете на организацията извършват множество разузнавателни мисии за запознаване със силите на Антантата в Добруджа. След като Червената армия е спряна и разбита край Варшава по време на Съветско-полската война (1919-1921), руските главнокомандващи решават да отложат навлизането на юг. От друга страна силите на Съглашението се изтеглят от областта.
През 1920 г. по нареждане на ЦК на БКП ДЦВРК се разпуска.